# Сорокін Питирим Олександрович
Питири́м (Пітирим) Олекса́ндрович Соро́кін (рос. Питири́м Алекса́ндрович Соро́кин, англ. Pitirim Alexandrovich Sorokin) — американський соціолог і культуролог родом з Росії. Відомий розробками теорії соціокультурної динаміки та теорії революції. Один з основоположників теорій соціальної стратифікації і соціальної мобільності. Суттєвими є зусилля Сорокіна на посаді декана факультету соціології Гарвардського університету щодо інституціоналізації соціології не лише як науки, а і як предмета викладання у вищих навчальних закладах США. Його наукові погляди мали серйозний вплив на розвиток світової соціології XX ст.

## Життєпис

### Сім'я майбутнього соціолога
Питирим Сорокін народився в будинку вчителя Тур'їнського земського училища О. І. Панова, де сім'я майбутнього вченого зупинилася взимку. Батько — Олександр Прокопович Сорокін, росіянин, уродженець Великого Устюга, пройшов навчання в одній з Великоустюжських ремісничих гільдій, отримав свідоцтво «майстра золотих, срібних справ та прикраси ікон» і займався церковно-реставраційними роботами, мандруючи від села до села. Мати Питирима Сорокіна, Пелагея Василівна, походила з комі-зирянського селянського роду, була уродженкою села Жешарт Яренского повіту Вологодської губернії. Питирим Сорокін був другим сином у родині. Його старший брат — Василь, народився в 1885-му, а молодший брат — Прокопій, народився в 1893-му.

### Освіта
У 1903 після закінчення сільської школи поїхав навчатися до вчительської семінарії міста Хреново в Костромській губернії, де в 1905 вступив до партії есерів. У 1906, після недовгого тюремного ув'язнення, Сорокіна вигнали з семінарії. Приїхавши до Петербурга, займався на загальноосвітніх курсах і, склавши екстерном іспити за гімназійний курс, в 1909 вступив до Психоневрологічного інституту, а наступного року, щоб уникнути армійської служби, перевівся до Петербурзького університету. Серйозно займаючись наукою (в 1910—1914 опублікував близько 50 робіт), Сорокін закінчив університет і був залишений для підготовки до професорського звання.

### Діяльність під час революції
На час Лютневої революції 1917 Сорокін став одним з лідерів есерів, разом з Є. К. Брешко-Брешковською редагував газету «Воля народу», був делегатом І Всеросійського з'їзду селянських депутатів, увійшовши до Виконавчого комітету Сільської Ради. Від есерів був обраний депутатом Установчих зборів. Порятунок Росії і революцію Сорокін пов'язував з діяльністю О. Ф. Керенського, для якого готував огляди з питань науки. Переконаний оборонець, Сорокін різко виступав проти більшовиків. До большевицького перевороту поставився вороже . Революція для Сорокіна, як і для багатьох інших наукових та політичних діячів, стала несподіванкою. Він був радий поваленню старого режиму і спочатку взявся до активних дій. Але зіткнувшись лице в лице з революцією, Сорокін сильно захотів усе повернути назад.
Посеред усіх цих подій всередині травня Сорокін одружується з Оленою Петрівною Баратинською, подругою студентських років, ботаніком. Після церковної церемонії, на яку він прийшов із важливих зборів, його нова дружина та декілька друзів пообідали не довше, ніж пів години, бо він мав знову бігти на якусь «кляту», за його словами, конференцію.
У січні 1918 року його заарештували в офісі газети, виданням якої він займався, бо вона була спрямована проти більшовиків. Через два місяці його випустили, і вони з дружиною відправились до Москви в надії на відновлення там антибільшовистських груп. Сорокін знову намагався видавати подібну газету, але її швидко закрили, а його самого розшукувала поліція. Революціонер знову зник з її очей — декілька місяців вони з дружиною переховувались у різних селах та лісах. Але, не витримавши, здались у ЧК. Сорокіна кинули до в'язниці міста Великий Устюг, але ненадовго: 12 грудня 1918 року за особистим розпорядженням Леніна його випустили.
Покинувши політику, в атмосфері повоєнної лібералізації Сорокін повністю сконцентрувався на науковій та викладацькій діяльності у Петербурзькому університеті. У той же час він пише підручник з соціології, розрахований на широкий загал, та видає у 1920 році двотомну «Систему соціології». Влітку 1922 прокотилася масова хвиля арештів інтелігенції, у той же час Ленін ставить питання про контроль змісту суспільствознавчих курсів. Звичайно ж це не могло не зачепити Сорокіна: перед ним був поставлений вибір — або в'язниця, або висилка. І 23 вересня 1922 року тридцятитрьохрічний Сорокін і його дружина назавжди покидають країну.
За ініціативи голови Раднаркому В. Ульянова, постановою Колегії ГПУ від 26 вересня 1922 р. висланий за кордон з Петрограда на «Філософському пароплаві» («Філософський пароплав» — кампанія більшовицького уряду РРФСР з висилки неугодних владі інтелектуалів за кордон у вересні та листопаді 1922 року). Спершу виїхав до Берліна. Потім проживав в Чехословаччині, редагував журнал «Селянська Росія».

### У США

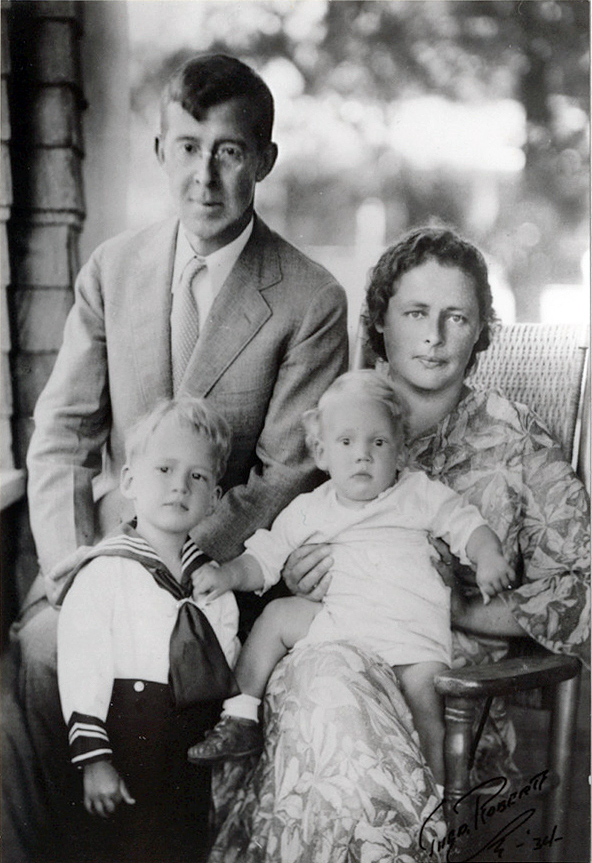
Сорокін з родиною.

У 1923 році на запрошення провідних американських соціологів Хайеса і Росса прочитати декілька лекцій про російську революцію, Сорокін зі сім'єю вирушає до Америки, назавжди покидаючи Європейський континент. Менш як рік Сорокіну знадобилось для культурної та мовної акліматизації, він доволі швидко вільно опанував англійську мову, і вже у 1924 році почав читати лекції у Міннесотському університеті. У 1925 році виходить його «Соціологія революції», за нею йде слідом «Соціальна мобільність» (1927), через рік — «Сучасні соціологічні теорії» (1928). Так приємно описує свої перші роки в Америці Питирим Олександрович у листі до колеги та друга з України Микити Юхимовича Шаповала: «Пишу Вам зараз з Minneapolis'a. Університет Міннесоти — один з найбільших державних університетів — запрошує мене на літній семестр прочитати два курси з соціології (Соціальна аналітика і Соціологія революції) для graduate («залишених при університеті») і інструкторів і асистентів соціології. Ось я читаю їм щодня, дві години, крім семінарів. Професори — гарний народ. А в цьому семестрі я опинився chairman'ом, тобто головою всього Departament of Sociology. Взагалі, повинен сказати, що за весь час лекторства я тут жодного разу не зустрів поганого ставлення від американських професорів».
У 1930 році всесвітньовідомий Гарвардський університет засновує соціологічний факультет і запрошує Сорокіна стати його деканом. Він займається його організацією та розвитком, запрошує свого приятеля з Міннесоти Карла Цимермана стати професором, бере на викладацьку роботу Толкота Парсонса, який в той час працював на економічному факультеті. Внесок, а разом з тим і вплив, Сорокіна на Гарвард був неймовірним. За період роботи в Гарварді його науковий доробок становили такі праці: «Соціальна і культурна динаміка» (1937—1941), «Криза нашого часу» (1941), «Система загальної соціології», «Альтруїстична любов: дослідження американських «добрих сусідів» і християнських святих» (1950), «Шляхи і влада любові» (1954). У 1965 році обіймав посаду президента Американської соціологічної асоціації. Питирим Александрович Сорокін помер у лютому 1968 року, залишивши по собі пам'ять про велику людину.

## Основні роботи

### Вчення про людину та взаємодію
У своєму «Підручнику» соціолог стверджує, що людина має безліч «апаратів, що здатні відправляти та пересилати інформацію», такими апаратами є органи сприйняття подразників: органи зору, слуху, дотику та нюху, та органи-подразники — органи, що здатні посилати різноманітні сигнали: мову та дії, — органам, що сприймають. Таким чином людина всім своїм тілом здатна відправляти та сприймати ту чи іншу інформацію, саме так відбувається взаємодія. Крім індивідів та їхніх актів, складниками взаємодії є провідники: звукові, світлокольорові, рухові та предметні, електричні, теплові, хімічні та механічні.
Уся їх сукупність є матеріальною культурою людства. Отже, взаємодія як найпростіша модель соціального явища, згідно з Сорокіним, включає такі три елементи:
1. Люди (індивіди) — двоє і більше;
2. Їхні дії (акти);
3. Провідники взаємодії.

Крім цього, Сорокін розробляє широку типологію взаємодій, відповідно до різноманітних критеріїв існують такі типи взаємодії, що призводять до того чи іншого типу об'єднань:
- взаємодії двох індивідів, одного і багатьох, багатьох і багатьох;
- взаємодії в залежності від якості індивідів — від їх статі, віку, релігійної, професійної належності, рівня освіти;
- взаємодії, одностороння і двостороння;
- взаємодії, солідарна та антагоністична;
- взаємодія, короткочасна і довготривала;
- взаємодія, організована та неорганізована;
- взаємодія, усвідомлена і неусвідомлена;
- взаємодія, інтелектуальна, чуттєва та вольова;

Група людей, що взаємодіють, утворюють особливу колективну єдність, що різко відрізняється від просто групи індивідів, що не взаємодіють. Необхідно зазначити, що розуміння взаємодії Сорокіним — визначна сходинка у розробці цієї категорії в соціології, яка стала основою для сучасного розуміння.
Сорокін виділяє низку умов, що спонукають людей задовольняти свої потреби, вступаючи у взаємодію, розділяючи їх на три групи:
1. Космічні — під ними соціолог розуміє природні фактори;
2. Біологічні — ті фізичні потреби, які людина має постійно задовольняти, і для задоволення, яких їй потрібні інші.
3. Соціально-психічні — сукупність потреб, властивих людині як істоті, що володіє свідомістю і розвиненим психічним життям, по-перше, а по-друге, сукупність умов, що випливають із самого факту життя людини в суспільстві собі подібних.

### Соціальна стратифікація і мобільність
Соціальна стратифікація за Сорокіним — це диференціація деякої даної сукупності людей (населення) на класи в ієрархічному ранзі. Її основа і сутність — у нерівномірному розподілі прав і привілеїв, відповідальності й обов'язків, наявності або відсутності соціальних цінностей, влади і впливу серед членів того чи іншого суспільства. Однак все їх розмаїття може бути зведене до трьох основних форм, а саме економічної, політичної та професійної стратифікації. Сорокін стверджував, що, як правило, всі вони тісно переплетені. Ще одна теза, що є основоположною у цій теорії: будь-яка організована соціальна група завжди соціально стратифікована. Не існувало і не існує жодної постійної соціальної групи, яка була б «пласкою» і в якій всі її члени були б рівними. Ці твердження, які зараз для нас є майже аксіоматичними, у час Сорокіна звучали як революційні ідеї, як критика ідей комунізму, що впроваджувались у тоді створюваному Радянському Союзі.
Під соціальною мобільністю розуміється будь-який перехід індивіда чи соціального об'єкта (цінності), тобто всього того, що створено або модифіковано людською діяльністю, з однієї соціальної позиції в іншу. Сорокін виділяє два основних типи соціальної мобільності: горизонтальну і вертикальну. Під горизонтальною соціальною мобільністю, або переміщенням, мається на увазі перехід індивіда або соціального об'єкта з однієї соціальної групи в іншу, розташовану на одному і тому ж рівні у соціальних координатах. Під вертикальною соціальною мобільністю розуміються ті відносини, які виникають при переміщенні індивіда або соціального об'єкта з одного соціального рівня на інший. Залежно від напрямку переміщення існує два типи вертикальної мобільності: висхідна і низхідна. Згідно з природою стратифікації є низхідні і висхідні течії економічної, політичної і професійної мобільності, не кажучи вже про інші менш важливі типи. Висхідні течії існують в двох основних формах: проникнення індивіда з нижнього пласта в наявний вищий пласт; або створення такими індивідами нової групи і проникнення всієї групи у вищий пласт на рівень з уже наявними групами цього пласта.
Відповідно і спадні течії також мають дві форми: перша полягає в падінні індивіда з вищої соціальної позиції на нижчу, не руйнуючи при цьому вихідної групи, до якої він раніше належав; інша форма проявляється в деградації соціальної групи в цілому, в пониженні її рангу на тлі інших груп або в руйнуванні її соціальної єдності. На підставі вищесказаного легко помітити, що соціальна стратифікація однієї і тієї ж висоти, а також одного і того ж профілю може мати різну внутрішню структуру, викликану відмінностями в інтенсивності і загальності горизонтальної та вертикальної мобільності. Автор виділяє два типи соціальних систем: відкриту і закриту, але вони є основними типами і між ними може існувати безліч середніх або проміжних типів.

### Соціологія революції
Перша сучасна теорія революції запропонована в 1925 р. Питиримом Сорокіним. Він робив свої висновки, виходячи насамперед з досвіду російської революції 1917 р., в якій безпосередньо брав участь. Його теорію можна вважати біхевіористскою, оскільки він зосередився на причинах, які «породжують революційні відхилення у поведінці людей», і шукав причини цього «відхилення» в області основних, базових потреб і інстинктів людини. Революція кардинально перетворює типову людську поведінку. Сорокін простежує і документує подібні зміни в різних сферах людського життя та поведінки. До таких змін належать: «придушення власницького інстинкту мас», «придушення статевого рефлексу», «придушення імпульсу до конкуренції, творчої роботи, набуття різноманітного досвіду», «зміна релігійних, моральних, естетичних та інших придбаних форм поведінки». Все це «призводить до дисфункції умовних інстинктів, порушує слухняність, дисципліну, порядок і інші цивілізовані форми поведінки і звертає людей у орди божевільних».
Потім автор задає основне теоретичне питання «чому?» І висуває як відповіді на нього дві головних гіпотези. Перша відноситься до рушіїв, які стоять за революційними масами. «Безпосередньою передумовою будь-якої революції завжди було збільшення числа придушення базових інстинктів більшості населення, а також неможливість навіть мінімального їх задоволення». «Загальне придушення базових інстинктів людини», або придушення великого їх числа неминуче призводять до революційного вибуху. Для цього «необхідно також, щоб» репресії «поширювалися як можна більш широко, і якщо не серед переважної кількості людей, то принаймні серед досить вагомої групи населення». Серед основних інстинктів Сорокін перераховує: бажання їсти, індивідуальну безпеку, «рефлекс колективного самозбереження, потреба в житлі, одязі тощо; сексуальний інстинкт; інстинкти власності, самовираження та особистісної ідентифікації».
Друга гіпотеза ставиться до реакції влади. «...для революційного вибуху, необхідно також, щоб соціальні групи, що виступають на варті існуючого порядку, не мали б достатнього арсеналу засобів для придушення руйнівних зазіхань знизу». «Атмосфера передреволюційних епох завжди вражає спостерігача безсиллям влади і виродженням правлячих привілейованих класів. Вони часом не здатні виконувати елементарні функції влади, не кажучи вже про силовий опір революції».
Якщо обидві умови — тиск «низів» і слабкість «верхів» збігаються, революція стає неминучою.
Проте революції не усувають умови придушення інстинктів, навпаки, післяреволюційний хаос посилює труднощі в задоволенні основних, базових потреб. Люди починають прагнути до порядку і стабільності. У той же час революційний запал видихається, оскільки відбувається «прискорене виснаження енергетичного запасу людського організму». У реальності дуже великі шанси перемогти у контрреволюції. «Населення, що являє собою інертну масу, — зручний матеріал для соціального реформування новим репресором. Настає час тиранів і деспотів. Таке іронічне завершення всіх революцій.»

### Теорія соціокультурної гепатоспленомегалії.
На пізньому етапі своєї творчості Сорокін видає чотирьохтомну збірку під назвою «Соціальна і культурна динаміка», в якій викладає свою циклічну теорію змін. У центрі циклічної теорії Питирима Сорокіна перебуває культура, яку автор визначає як «тотальну суму всього, що створюється або модифікується свідомою або несвідомою діяльністю двох або більше індивідів, що взаємодіють один з одним або визначають умови поведінки один одного».
Ретельно проаналізувавши різні аспекти людської культури — мистецтво, освіту, етику, законодавство, військову справу, Сорокін запропонував розділити її на два протилежних, несумісних типи.
Два протилежних культурних типи — «ідеаціональний» і «чуттєвий». Це ідеальні типи, яких не знайти в чистому вигляді ні в одну епоху. Проміжна форма між першим і другим позначається як «ідеалістична».
Ідеаціональна культура характеризується наступними ознаками:
- реальність за своєю природою духовна, нематеріальна, прихована за чуттєвими проявами (наприклад, Бог, нірвана, дао, Брахма);
- потреби і цілі людей в основному духовні (порятунок душі, служіння Господу, виконання священного обов'язку, моральні обов'язки);
- для задоволення цих цілей робляться зусилля зі звільнення особистості від чуттєвих спокус, повсякденних земних турбот.

Звідси випливають щонайменше два висновки: істина осягається лише за допомогою внутрішнього досвіду (одкровення, медитації, екстазу, божественного натхнення), і тому вона абсолютна і вічна; ідея добра корениться в нематеріальному, внутрішньому, духовному, в надчуттєвих цінностях (вічне життя, Град Господній, злиття з Брахмою).
Аспекти культури другого типу («чуттєвої культури») прямо протилежні:
- реальність за своєю природою матеріальна, доступна почуттям, вона переміщується і постійно змінюється;
- потреби і цілі людей чисто плотські, або чуттєві (голод і спрага, секс, притулок, комфорт),
- для задоволення цих цілей необхідно використовувати зовнішнє оточення.

Звідси також випливають два висновки: істина може бути знайдена лише в чуттєвому досвіді, і тому вона має тимчасовий і відносний характер. Вона знаходиться в чуттєвих, емпіричних, матеріальних цінностях (задоволення, насолода, щастя, корисність), і тому моральні принципи гнучкі, відносні і ситуативні.
Проміжна, «ідеалістична культура» являє собою збалансоване поєднання ідеаціональних і чуттєвих елементів. Вона визнає, що реальність і матеріальна, і надприродна; потреби і цілі людей і тілесні, і духовні, задоволення цілей вимагає як поліпшення самого себе, так і трансформації оточення. Одне слово, «визнаючи ідеальний світ вищим, вона не оголошує чуттєвий світ простий ілюзією або негативної цінністю, навпаки, оскільки почуття перебувають у гармонії з ідеальним, вони володіють позитивною цінністю».
Сорокін застосував свою аналітичну типологію до історичного процесу, розглядаючи основну модель історичних змін у циклічних термінах. Соціокультурні флуктуації, тобто повторювані процеси в соціальному та культурному житті і в людській історії, — це основний об'єкт цього дослідження. Флуктуації спостерігаються на найширшій шкалі історії, яка нібито розділена на епохи, ери, періоди. Найважливішим принципом такої періодизації є зміна панівних типів культурного менталітету і культурних систем: «повторювана послідовність ідеаціональної, ідеалістичною і чуттєвої культур». Автор вважає, що історія повторюється, але її теми виступають у все нових варіаціях, коли змінюються не тільки зміст, але ритм і темп. Причинний механізм, що лежить в основі суперритму ідеаціональної — ідеалістичної — чуттєвої фаз у системах культури складається у вичерпанні можливостей, виснаженні творчого потенціалу кожної наступної системи. Сорокін висуває принцип іманентної причинності. Але зовнішні чинники також можуть відігравати певну роль, прискорюючи або сповільнюючи, полегшуючи або ускладнюючи внутрішній розвиток культурних систем.

### Конвергенція соціальних систем
Наприкінці власного життя П. Сорокін зацікавився проблемами конвергенції двох різних соціальних систем — капіталізму та соціалізму в єдиний соціокультурний тип. На думку вченого, майбутнє людства не за капіталізмом або соціалізмом, а за специфічним, проміжним, змішаним, або інтегральним типом, який поєднає більшість позитивних цінностей та звільниться від серйозних дефектів кожного типу. Практика сьогодення свідчить, що прогнозований П. Сорокіним тип суспільства утверджується в житті сучасних розвинутих держав світу.